# Gustav Arne Kramer

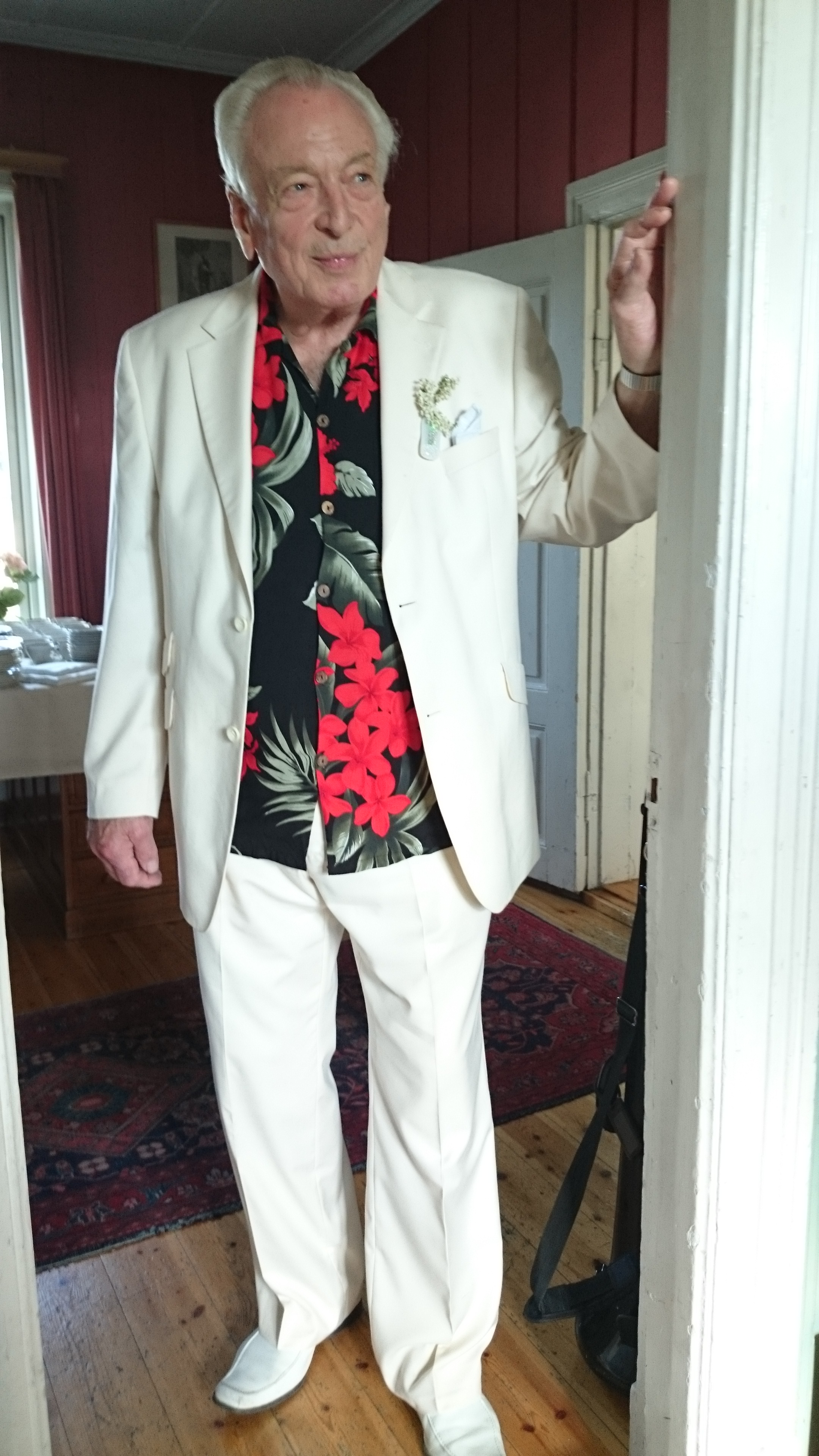
Gustav Arne Kramer 2014 im Alter von 80 Jahren.

Gustav Arne Kramer (* 13. April 1934 in Bærum, Norwegen; † 5. November 2019) war ein norwegischer Drehbuchautor, Jazzautor und Hörfunkmoderator, der auch als Jazzmusiker (Klarinette, Komposition) aktiv war.

## Leben
Kramers Interesse für Musik begann bereits früh in der Kindheit, wo er in dem Evje Musikkorps mitwirkte. Seinen musikalischen Weg verfolgte er als Schüler weiter, unter anderem als Gardemusiker beim Sandvika Musikkorps, während er noch die Valler videregående skole (Weiterführende Schule bzw. Gymnasium Valler) besuchte. In den Jahren von 1953 bis 1963 wirkte er in der Big Chief Jazzband zusammen mit den Musikern Eivind Solberg, Gerhard Aspheim, Øistein Lund, Ola Sværen und Bjørn Pedersen. Gleichzeitig hatte er einige Veröffentlichungen auf Schallplatten und trat er in mehreren Fernsehsendungen beim NRK auf, so unter anderem 1954 in «Wrap your troubles in dreams» und 1956 in «Kansas city man blues». Nach einer weiteren Ausbildung zum Instrumentenbauer bei Ivar Lundgren in Teatergaten in Oslo, gründete er 1965 seine eigene Firma unter den Namen «Gustav Kramer–reparasjon av blåseinstrumenter» („Gustav Kramer-.Reparatur von Blasinstrumenten“).
1979 stellte Kramer seine Sammlung über Briefmarken mit Jazzmotiven öffentlich aus. 1984 schrieb er gemeinsam mit Knut Bohwim das Drehbuch zu der Kriminalkomödie Men Olsenbanden var ikke død aus der norwegischen Olsenbanden-Filmreihe, die mit dem Chaplin-Preis 1986 ausgezeichnet wurde. Des Weiteren war Kramer seit 1991 Redakteur, Moderator und Programmleiter bei über 50 verschiedenen Sendungen im Jazzradio’n des Radiosenders Forbrukerradio.
2006 wurde Kramer Mitglied im Cabinorkesteret (Kabinen-Orchester) in Drøbak. 2012 veröffentlichte er in der Alten Loge von Oslo (Gamle Logen am Grev Wedels plass 2) sein Buch Mine 10 år med Chiefen zum 60-jährigen Jubiläum der Big Chief Jazzband. 2016 war er als Autor und Redakteur an einem Buch über Jazzhumor mitbeteiligt.
Kramer war mit der Porträtmalerin Rigmor Saue (1931 bis 2001) verheiratet. Diese zeichnete 1984 für den norwegischen Olsenbanden-Heist-Movie Men Olsenbanden var ikke død mehrere Werke von Edvard-Munch-Bildern als Kopien nach, die dann in dem Film von der Bande, gestohlen bzw. gefälscht wurden.